# Tamer Yiğit (Schauspieler, 1974)

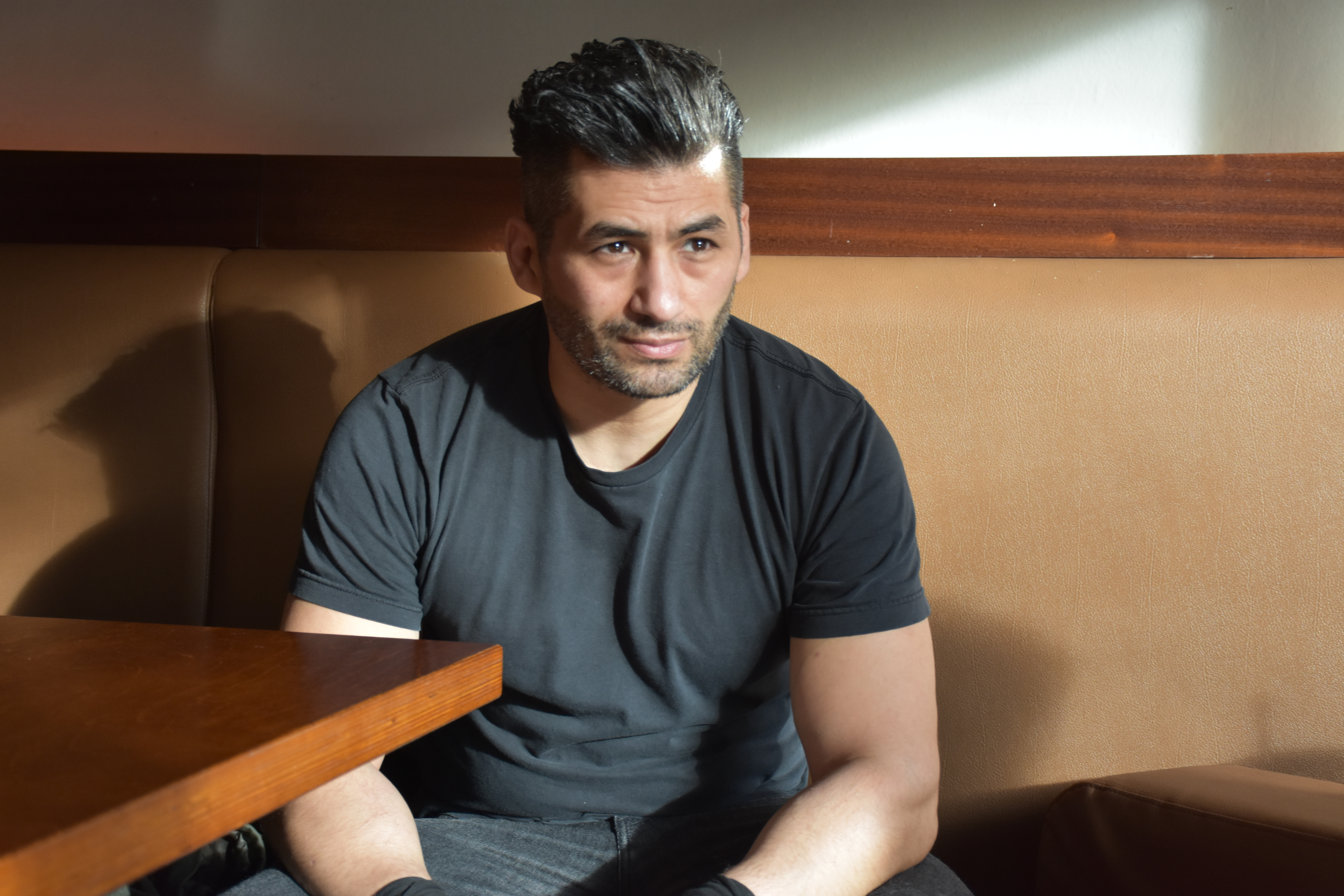
Tamer Yigit, Berlin, 2016

Tamer Yiğit (* 15. Dezember 1974 in Berlin) ist ein deutscher Schauspieler, Regisseur, Drehbuchautor und Musiker.

## Karriere
Yiğit lebt und arbeitet in Berlin. Er wirkte seit 1997 mehrfach in Filmen von Thomas Arslan als Schauspieler mit. So spielte er die Hauptrolle des Can im Film Dealer. Gemeinsam mit Branka Prlić realisiert er unter dem Namen Fidan Film Theater- und Filmprojekte. Mehrfach spielte und inszenierte er im Hebbel am Ufer (HAU). Der unter der Regie von Yiğit und Prlić nach eigenem Buch entstandene Spielfilm Karaman ist in die Sektion Perspektive Deutsches Kino der Berlinale 2012 eingeladen. Yigit war 2020 Stipendiat des Goethe Instituts in der Kulturakademie Tarabya / Istanbul.

## Theater

### Soloprojekte
- 2005: Wunschliste eines Idioten, Inszenierung HAU 2, 60 min, (Regie & Performance)
- 2006: Meine Melodie, Inszenierung HAU 3, 90 min, (Regie)
- 2007: Sonne, Inszenierung HAU 2, 90 min, (Regie)
- 2018: Berlin-DNA HAU 2, 90 min, (Regie)
- 2019: Serenade HAU1, 90 min, (Regie/Komposition)
- 2021: Serenade Remix Kunsthaus Bethanien, 60 min, (Regie/Komposition)

### Mit Branka Prlić
- 2007: X-Wohnungen, Mobiles Theaterprojekt in Istanbul, Wien und Berlin
- 2008–2010: Ein Warngedicht, Inszenierung HAU 3, 75 min,
- 2009: Fackellauf, Inszenierung im Rahmen der Ausstellung Trainingsplatz organisiert von Gesicht Zeigen!
- 2010: Hass, Inszenierung Hau 2, 100 min,
- 2010: Kein Kapital, Inszenierung Theater Bremen, 90 min,
- 2010: Die Nachthexe, Inszenierung HAU 3, 76 min,
- 2011: Onkelz, Inszenierung HAU 2, 100 min,
- 2013: Revolution Vakuum, Theater-Biennale Impulse, 70 min

## Filmografie
Schauspieler
- 1997: Geschwister – Kardeşler
- 1999: Dealer
- 2002: Rot und Blau
- 2006: Ich begehre
- 2007: After Effect
- 2008: Adems Sohn
- 2010: Die Fremde
- 2012: A most wanted man
- 2014: Tatort – Die Feigheit des Löwen
- 2015: After Spring Comes Fall
- 2015: Wild
- 2015: Grenzgänger
- 2015: Ateş
- 2016: Auf kurze Distanz
- 2016: Der Kriminalist
- 2016: Der Andere – Eine Familiengeschichte
- 2017: Unter Verdacht
- 2017: Der Kriminalist
- 2017: Die offene Tür
- 2017: Brüder
- 2019: Skylines (Fernsehserie)
- 2020: Tatort: Pumpen
- 2020: Der Kommissar und die Wut (Fernsehfilm)
- 2021: WIR  (Fernsehserie)
- 2021: Mocro Maffia (Fernsehserie)
- 2024: Verbrannte Erde

Regisseur
- 2005: Kurzfilm-Trilogie: Beni Bul, Fidan, Bu gün pazar
- 2006: Selda
- 2008: Sonne
- 2012: Karaman

Drehbuchautor
- 2005: Kurzfilm-Trilogie: Beni Bul, Fidan, Bu gün pazar
- 2006: Selda
- 2012: Karaman

## Musik
Bands
Bands
- CPS
- Proof
- Hasret
- Devil Inside
- Jaylan
- Ultra Haram

### Soundtrack
Film
- 2006: Selda
- 2008: Adems Sohn
- 2012: Karaman
- 2015: Ateş

### Singles
- 2022 Bboy Stance

## Auszeichnungen
- 2009: Brüder-Grimm-Preis des Landes Berlin zur Förderung des Kinder- und Jugendtheaters für Ein Warngedicht